# Tatort: Rechnung mit einer Unbekannten
Rechnung mit einer Unbekannten ist ein Fernsehfilm aus der Fernseh-Kriminalreihe Tatort der ARD und des ORF. Der Film wurde vom WDR produziert und am 23. April 1978 zum ersten Mal gesendet. Er ist die 87. Folge der Tatort-Reihe, die 13. mit Kommissar Haferkamp.

## Handlung
Der Brennstoffhändler Josef Rosenkötter ist dem Firmenbankrott nahe und fasst einen mörderischen Plan. Er gibt sich als Witwer in einem Partnervermittlungs-Inserat aus. Durch dieses lernt er die alleinstehende Roswitha Mattusch kennen und lädt sie zu sich ein. Er bewohnt eine Villa, zusammen mit seiner Ehefrau und einer jungen Lehrerin als Untermieterin. Seine Frau befindet sich unterdessen auf einer Party mit Freunden. Rosenkötter erschießt Frau Mattusch und täuscht einen Einbruch vor. Gegenüber der Polizei identifiziert er am Tatort die Tote als seine Ehefrau, um die Lebensversicherung seiner Frau zur Sanierung seiner Firma zu kassieren. Als Alibi begibt er sich zur Party und gibt seiner in die Sache eingeweihten Frau die Pistole. Sie soll nun die Tatwaffe verschwinden lassen und als Frau Mattusch untertauchen.
Bereits am Tatort direkt nach der Tat erscheint Rosenkötter Kommissar Haferkamp jedoch als zu behilflich und versiert. Er traut ihm von Anfang nicht und bezweifelt den Einbruch aufgrund der plumpen Ausführung. Dennoch scheint für Rosenkötter zunächst alles glatt zu laufen, er rechnet aber nicht mit dem Misstrauen seiner Frau. Sie wohnt als Frau Mattusch in einem Hotel und verfolgt ihn, um die Situation unter Kontrolle zu haben. Rosenkötter hat längst ein Verhältnis zu seiner Untermieterin und versucht schließlich, seine Frau aus dem Weg zu räumen. Aber seine Frau dreht den Spieß um, denn sie hat die Tatwaffe nicht weggeworfen und kann mit seinem Wagen mittels Waffengewalt entfliehen. Sie erpresst nun ihren Mann und fordert einen Teil der Versicherungssumme.
Mittlerweile hat Haferkamp von seiner Kollegin Buchmüller eine Suchmeldung Frau Mattusch betreffend erhalten. Als die Beamten deren Hotel aufsuchen, treffen sie auf Frau Rosenkötter, die sich als Frau Mattusch ausgibt. Das scheint diesen Vermisstenfall zunächst zu klären. Doch bei einem weiteren Besuch in Rosenkötters Villa wird Haferkamp und Kreutzer klar, dass er mit der Untermieterin ein Verhältnis hat. Und plötzlich begegnet ihnen auch Frau Mattusch alias Rosenkötter dort und es klärt sich alles auf.

## Hintergrund
Schauspieler Peter Matić wurde eher durch seine markante Synchronstimme bekannt, die er u. a. Schauspielern wie Ben Kingsley lieh.

## Musik
In den Soundtrack des Films wurden viele zeitgenössische Musikstücke eingearbeitet. So erklingt während der Partyszene zu Beginn Pink Floyd mit Shine On You Crazy Diamond. Leitmotivisch ziehen sich durch den gesamten Tatort einige markante Takte des Stückes A Dream Within A Dream von The Alan Parsons Project, enthalten auf dem Album Tales of Mystery and Imagination. Die Dialogszene zu Beginn zwischen Rosenkötter und Mattusch ist unterlegt mit dem Klavierstück Ballade pour Adeline von Richard Clayderman. Während der Beerdigungsszene, etwa zur Mitte des Films, sind Auszüge aus dem Stück Spiral aus dem gleichnamigen Album von Vangelis zu hören.